# Département Marne
Das Département de la Marne [maʀn] ist das französische Département mit der Ordnungsnummer 51. Es liegt im Nordosten des Landes in der Region Grand Est und wurde nach dem Fluss Marne benannt. Das Département hat 564.107 Einwohner (Stand 1. Januar 2022). Die Hauptstadt ist Châlons-en-Champagne, die kulturell bedeutendste Stadt ist Reims.

## Geographie
Das Département grenzt im Norden an das Département Ardennes, im Osten an das Département Meuse, im Südosten an das Département Haute-Marne, im Süden an das Département Aube, im Südwesten an das Département Seine-et-Marne und im Nordwesten an das Département Aisne.
Im Département Marne liegt die Landschaft Champagne, die durch den dort hergestellten Champagner weltberühmt ist.

## Wappen
Blasonierung: „In Blau ein silberner Balken, beidseitig von einem goldenen Mäanderband gesäumt.“

## Geschichte
Das Département Marne wurde am 4. März 1790 aus Teilen der Provinz Champagne gebildet. Es bestand ursprünglich aus den sechs Distrikten Châlons-sur-Marne, Épernay, Reims, Sainte-Menehould, Sézanne und Vitry-le-François. Im Jahr 1800 wurden aus den sechs Distrikten die fünf Arrondissements Châlons-sur-Marne, Épernay, Reims, Sainte-Menehould und Vitry-le-François. Von 1926 bis 1940 war das Arrondissement Sainte-Menehould aufgelöst.
Von 1960 bis 2015 war es ein Teil der Region Champagne-Ardenne, die 2016 in der Region Grand Est aufging.

## Städte
Die bevölkerungsreichsten Gemeinden des Départements Marne sind:
| Stadt                | Einwohner (2022) | Arrondissement       |
| -------------------- | ---------------- | -------------------- |
| Reims                | 178.478          | Reims                |
| Châlons-en-Champagne | 43.218           | Châlons-en-Champagne |
| Épernay              | 22.022           | Épernay              |
| Vitry-le-François    | 11.349           | Vitry-le-François    |
| Tinqueux             | 10.662           | Reims                |
| Bétheny              | 7.030            | Reims                |
| Cormontreuil         | 6.454            | Reims                |
| Saint-Memmie         | 5.439            | Châlons-en-Champagne |
| Fismes               | 5.884            | Reims                |
| Mourmelon-le-Grand   | 4.984            | Châlons-en-Champagne |

## Verwaltungsgliederung
Das Département Marne gliedert sich in 4 Arrondissements, 23 Kantone und 611 Gemeinden:

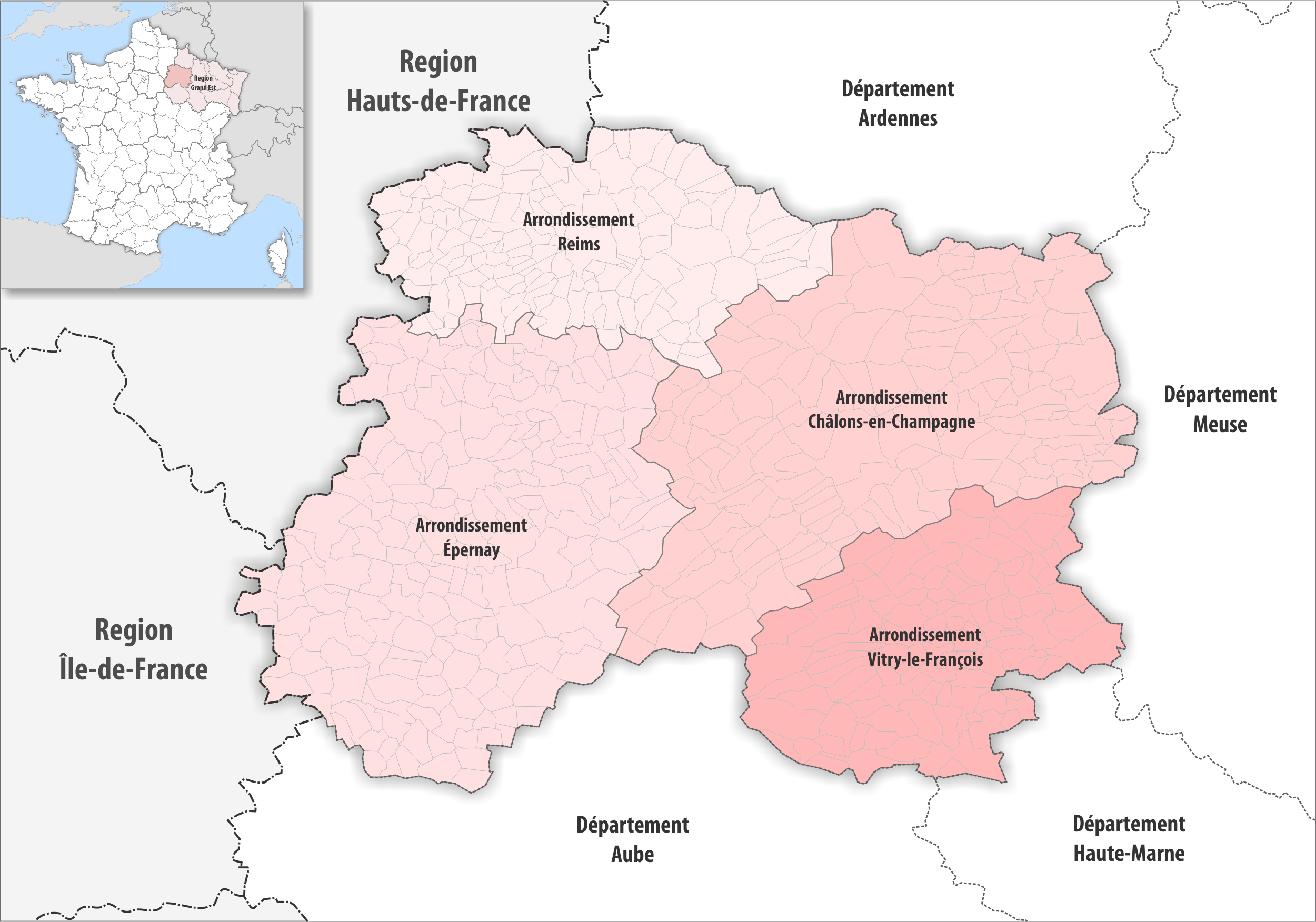
Gemeinden und Arrondissemente im Département Marne

| Arrondissement       | Kantone | Gemeinden | Einwohner 1. Januar 2022 | Fläche km² | Dichte Einw./km² | Code INSEE |
| -------------------- | ------- | --------- | ------------------------ | ---------- | ---------------- | ---------- |
| Châlons-en-Champagne | 5       | 149       | 107.104                  | 2.612,35   | 41               | 511        |
| Épernay              | 5       | 208       | 115.976                  | 2.722,37   | 43               | 512        |
| Reims                | 13      | 143       | 297.492                  | 1.432,36   | 208              | 513        |
| Vitry-le-François    | 2       | 110       | 43.535                   | 1.401,97   | 31               | 514        |
| Département Marne    | 23      | 610       | 564.107                  | 8.169,05   | 69               | 51         |